# Santa María Chilchotla
Santa María Chilchotla là một đô thị thuộc bang Oaxaca, México. Năm 2005, dân số của đô thị này là 20577 người.